# Knjižnica Fakultete za upravo
Knjižnica Fakultete za upravo (akronim VUSLJ) je visokošolska knjižnica in specializiran informacijsko dokumentacijski center za področje javne uprave. Poslanstvo knjižnice je, da kot visokošolska knjižnica zagotavlja informacijske in knjižnične storitve s področij javne uprave, javnega sektorja, prava, ekonomije, managementa itd. študentom in zaposlenim na Univerzi v Ljubljani. Skrbi za dostopnost svojih in tujih gradiv ter virov informacij. Organizacijsko se prilagaja Univerzi v Ljubljani ter se povezuje s knjižnicami njenih članic in sorodnimi organizacijami.  
Temeljne vrednote knjižnice so spoštovanje načela splošne dostopnosti informacij, usmerjenost k uspešnemu zadovoljevanju informacijskih potreb in želja uporabnikov, kakovost knjižničnih storitev ter strokovnost in kompetentnost zaposlenih. 

## Zgodovina
Specializirana visokošolska knjižnica FU je začela delovati leta 1996 v prostorih tedanje Visoke upravne šole na Dunajski 106. Kot interna strokovna knjižnica je skrbela predvsem za potrebe pedagoškega kadra. Knjižnični fond je bil v začetku zelo skromen in izposoja gradiva na dom študentom ni bila omogočena. Z dograditvijo stavbe na Gosarjevi ulici 5 se je knjižnica novembra 1999 preselila v nov prostor v drugem nadstropju. Leta 2005 je knjižnica prešla na avtomatizirano izposojo, študenti oz. člani knjižnice pa so si gradivo, postavljeno v prostem pristopu, lahko izposojali na dom.  

## Gradivo
Celoten knjižnični fond trenutno obsega okoli 30 000 enot gradiva. Vso gradivo je vključeno v Vzajemni bibliografski sistem COBISS in je prosto dostopno v prostorih knjižnice. Omejen dostop ima arhivsko gradivo in starejše visokošolske diplome. Knjižnica zagotavlja oddaljen dostop do Digitalne knjižnice Univerze v Ljubljani (kratica DiKUL), preko katere člani dostopajo do elektronskih gradiv (e-knjige, e-članki). Trenutno ima knjižnica naročenih 25 naslovov slovenskih tiskanih serijskih publikacij in 18 naslovov tujih tiskanih serijskih publikacij. Knjižnica od leta 2009 dalje gradi zbirke diplomskih, magistrskih in doktorskih nalog v elektronski obliki. Prav tako knjižnica ponuja sezname Temeljne literature za študijski proces, ki je študentom v pomoč pri preverjanju dostopnosti obveznega študijskega gradiva v knjižnici. 

## Dejavnosti in storitve
Storitve temeljijo na kakovosti, prijaznosti do uporabnikov in sodobni tehnologiji. S povezavami z drugimi knjižnicami, knjižničnimi mrežami in informacijskimi sistemi zagotavlja uporabnikom dostop do informacij in gradiv z vsega sveta. Osnovne storitve, ki podpirajo izobraževalni proces so: 
- sistematično zbiranje, obdelovanje, hranjenje in posredovanje knjižničnega gradiva v tiskani in e-obliki,
- zagotavljanje dostopa do knjižničnega gradiva in e-publikacij,
- posredovanje informacij s področja uprave oziroma upravno pravnih ved iz domačih in svetovnih virov,
- nabava vseh vrst gradiva,
- informacijsko opismenjevanje uporabnikov individualno in skupinsko,
- izvajanje izobraževalnih tečajev za COBISS in Digitalno knjižnico za študente in zaposlene na Univerzi v Ljubljani ter Erasmus študente,
- medknjižnična izposoja ter posredovanje člankov in informacij,
- izposoja gradiva na dom in v čitalnico,
- izdelava bibliografij raziskovalcev,
- arhiviranje in odpis knjižničnega gradiva,
- priprava letnih statističnih poročil, programov dela, letnih delovnih načrtov,
- digitalizacija diplomskih, magistrskih in doktorskih nalog,
- vzdrževanje in ažuriranje slovenske in angleške spletne strani,
- skrb za strokovno izpopolnjevanje in izobraževanje bibliotekarjev.

Knjižnica je polnopravna članica sistema COBISS in je preko Akademsko raziskovalne mreže vključena v slovenski virtualni knjižnični sistem. Članom knjižnice ponujajo iskanje in pregledovanje znanstvene in strokovne literature, bibliografskih podatkov, raznih baz podatkov s polnimi besedili člankov, tudi z oddaljenim dostopom. Medknjižnična izposoja vsako leto raste. Knjižnica je zadolžena tudi za vodenje bibliografij pedagoških delavcev v bibliografski bazi raziskovalcev COBISS in pregledovanje citiranosti v Web of Science. Za študente in pedagoge organizirajo izobraževalne tečaje za uporabo raznih informacijskih virov. O novostih v knjižnici in storitvah obveščajo uporabnike na spletni strani knjižnice. 

## Uporabniki
Izvajanje kakovostnih storitev za uporabnike je ena temeljnih strateških usmeritev knjižnice Fakultete za upravo. 
Knjižničar izposojevalec organizira in izvaja izposojo gradiva iz fonda knjižnice, skrbi za dostopnost gradiva ter svetuje pri iskanju gradiva in informacij. 
Od leta 2005 knjižnica zagotavlja avtomatizirano izposojo in s tem povezan oddaljen dostop do elektronskih virov, omogočeno je online naročanje in rezerviranje gradiva za izposojo na dom ter virtualna referenčna služba slovenskih knjižnic »Vprašaj knjižničarja«.
Knjižnica nudi storitve zlasti dodiplomskim in podiplomskim študentom Univerze v Ljubljani, visokošolskim učiteljem in zaposlenim na univerzah in inštitutih, raziskovalnim in izobraževalnim organizacijam in drugim. 
Knjižnica Fakultete za upravo izvaja dve obliki brezplačnih neformalnih izobraževalnih tečajev in sicer tečaj za uporabo Virtualne knjižnice Slovenije – COBISS/OPAC ter tečaj za iskanje podatkov po Digitalni knjižnici Univerze v Ljubljani. 
Tečaji potekajo dvakrat na mesec, in sicer v dopoldanskem in popoldanskem terminu za slovenske študente ter dvakrat na leto za Erasmus študente (v angleškem in srbskem jeziku).
Namen tečajev je usposobiti študente za samostojno iskanje gradiva v COBISS/OPAC oziroma Digitalni knjižnici Univerze v Lljubljani.